# Lido La Conchiglia
Il Lido La Conchiglia era uno storico stabilimento balneare siciliano presso il lungomare di Gela. Tra gli anni cinquanta e gli anni sessanta del XX secolo divenne un rinomato locale, non solo per la frequentata spiaggia sottostante ma soprattutto per gli eventi mondani che ospitava vantando la presenza di personaggi del mondo dello spettacolo, della cultura e della politica dell'epoca. In seguito al forte inquinamento petrolifero di cui fu vittima il mare della costa gelese, "La Conchiglia" fu sempre meno frequentata sino a chiudere definitivamente i battenti intorno al 1980. Ridotta ad un rudere pieno di ricordi, parte della struttura è crollata o è stata demolita.

## La realizzazione
Lo stabilimento balneare o "chalet", come veniva chiamato all'epoca, fu innalzato sullo stesso sito di un lido di tavola denominato "Gela" e che veniva montato nei mesi estivi lungo la battigia come molti altri sin dalla seconda metà del XIX secolo. In quest'ultimo si esibì nella danza anche il duce Benito Mussolini durante la sua visita del 1937 in città.
Considerando la forte crescita del numero di bagnanti sul litorale gelese e per creare una grande struttura che potesse funzionare per l'intero anno, cioè senza la necessità di essere smontata al termine della stagione estiva, i fratelli gelesi Ventura decisero di finanziare la realizzazione del Lido "La Conchiglia Gela, Perla del Mediterraneo", denominazione poi abbreviata in "La Conchiglia".  
Tra 1957 e 1958, in meno di un anno, venne costruito il grande complesso totalmente immerso nell'acqua del mare. 
L'inaugurazione si tenne il 24 giugno del 1958 alla presenza delle autorità politiche regionali. L'evento attirò anche l'attenzione delle agenzie turistiche nazionali.

## La struttura

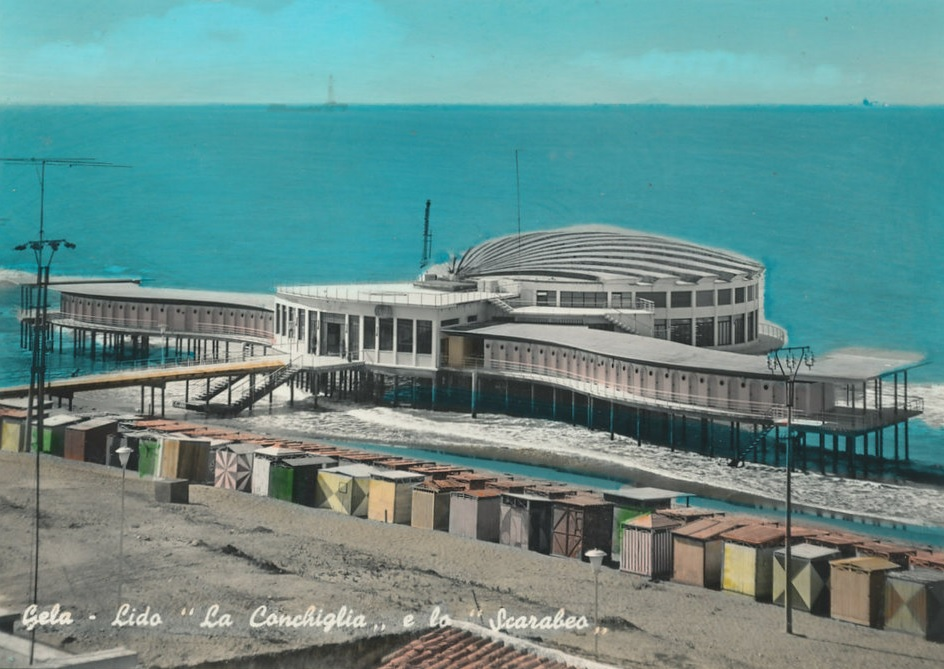
Il Lido La Conchiglia e la piattaforma petrolifera "Scarabeo" sullo sfondo

Il progetto fu redatto dal geometra Filippo Trobia. La realizzazione dell'opera comportò una spesa di circa 160 milioni di lire da parte dei gestori e per l'epoca era considerata una struttura architettonicamente favolosa.
La struttura, a garanzia dalle intemperie, fu interamente realizzata in cemento armato rivestito con uno spesso strato di pozzolana bianca, materiale resistente all'umidità. Infatti il complesso era completamente immerso nel mare ed era ancorato ai fondali marini tramite possenti palafitte conficcate nella sabbia sino ad una profondità di circa 8-11 metri. Il progetto risultò piacevole nella forma e ardito nella sua complessità, tanto da divenire un modello per le future costruzioni nel campo dell'architettura turistico-balneare.
Dal viale del lungomare, attraverso un'ampia rotonda, si accedeva ad una gradinata che, tramite un pontile lungo oltre 30 metri, conduceva sino all'ingresso della struttura. 
Il primo ambiente che s'incontrava era l'arieggiata sala d'ingresso, dalla quale si accedeva alle due ali laterali ove erano ospitate le cabine dei bagnanti e di fronte, attraverso due ingressi, alla grande sala circolare (con diametro di 28 metri e altezza massima di 7 metri) circondata da vetrate e pertanto soleggiata durante tutta la giornata. Da tale grande sale era possibile ammirare il panorama sul mar Mediterraneo. Il particolare soffitto digradante verso l'esterno era caratterizzato da una decorazione a pois colorati, dal cui centro partivano tanti fili colorati legati al perimetro della sala. A nord, tra i due ingressi si trovava il palchetto musicale e verso est il bancone del bar con un'ottima scelta di vini.
La sala presentava al centro un'ampia pista da ballo circondata da una ringhierina in ferro battuto, poi eliminata, e tutt'attorno i tavoli del ristorante-pizzeria. L'ambiente, ampio circa 500 metri quadrati e capiente al massimo 800 posti a sedere,  ospitava diversi eventi, tra cui ricevimenti, veglioni, balli, convegni, mostre, sfilate di moda, concerti e festival musicali.
Dalla sala era possibile uscire e percorrere tutt'attorno la panoramica terrazza sul mare, dalla quale era possibile tuffarsi dall'alto (infatti la profondità massima del mare si aggirava attorno ai 2 metri). 
Verso nord la terrazza perimetrale conduceva tramite due gradinate alla veranda soprastante la sala d'ingresso e dalla quale era possibile ammirare il panorama della città e prendere il sole. 
Ai lati della sala si dilungavano i due bracci con le cabine per i bagnanti (quasi un centinaio) contraddistinti da un andamento sinuoso, dalla pensilina declinante verso l'interno e dalle due ampie terrazze solarium nella parte terminale.
L'elemento architettonico più caratterizzante del complesso era il tetto della sala: un'enorme “conchiglia” (da cui il nome dello stabilimento balneare), sostenuta dai pilastri perimetrali. La luce del sole irradiava questa copertura con grande luminosità.

## Il successo

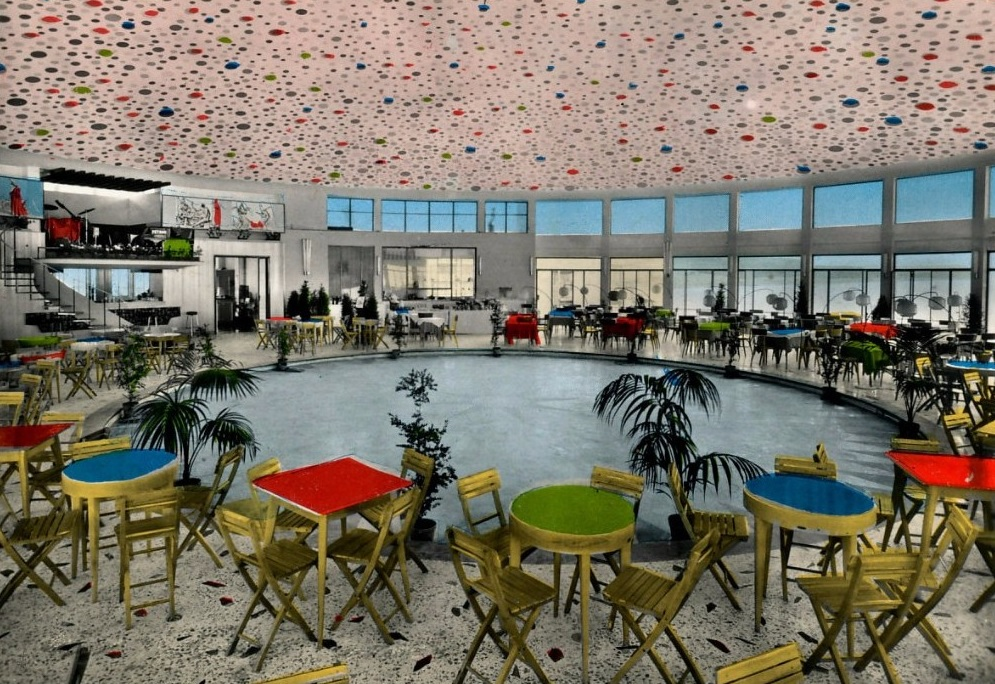
L'interno del salone principale negli anni 1950

La Conchiglia sin dal primo anno d'attività (1958) divenne il punto di riferimento ed un simbolo (testimoniato dalle tante cartoline dell'epoca) del turismo balneare a Gela, località che essendo la sede del primo villaggio turistico “Mediterranèe” siciliano (chiuso nel 1960) divenne una delle capitali del turismo isolano. 
La fama dello stabilimento attirava i bagnanti di tutte le province siciliane, mentre chi non poteva permettersi la locazione di una cabina presso lo stabilimento si sistemava nelle spiagge adiacenti, comunque ben attrezzate con cabine lignee mobili più economiche, gestite dalla locale azienda del turismo. Anche il re Gustavo di Svezia pare che trascorresse qualche giornata al mare presso questo stabilimento.
Oltre che per le attività balneari e per i ricevimenti, il locale divenne conosciuto per gli eventi mondani che ospitava: qui si esibirono i cantanti e i gruppi musicali più in voga dell'epoca (Adriano Celentano, Mina, Claudio Villa, Gianni Morandi, Little Tony, Domenico Modugno, Milva, Peppino di Capri, Al Bano, Massimo Ranieri, Lucio Dalla, i Pooh, i Nomadi e altri), presentarono serate grandi personaggi dello spettacolo (tra cui Pippo Baudo, Corrado, Mike Bongiorno, Cino Tortorella) e si svolsero le finali regionali dei concorsi di bellezza o canori. 
Il locale era attivo per l'intero anno e dunque ricercato anche dai turisti nordeuropei che cercavano spiagge dal clima mite anche durante i mesi invernali.

## La crisi
Durante il quinto anno di attività del lido “La Conchiglia” sulla costa gelese vennero attivati gli impianti del più grande petrolchimico d'Europa, che provocò un grave inquinamento sulle coste della città. Costantemente, infatti, la battigia appariva nerastra a causa delle chiazze di catrame rilasciate dalle navi petroliere ancorate al largo che, senza alcuna legislazione in materia, ripulivano le proprie cisterne con l'acqua marina. 
I gelesi preferirono allora spostarsi sulla costa occidentale del centro storico, verso altri lidi (Macchitella, Mànfria o altrove), mentre i turisti e bagnanti forestieri diminuirono sempre di più.
In aggiunta, le correnti marine provocarono un arretramento della linea di costa sino a raggiungere quasi l'asse stradale del lungomare, costringendo l'amministrazione comunale a collocare dei frangiflutti a circa 100 metri dal viale. Tali barriere artificiali provocarono in poco tempo l'avanzamento della linea di costa, cosicché  “La Conchiglia” si ritrovò arenata in mezzo alla spiaggia, perdendo buona parte del suo splendore.
Il locale per qualche anno continuò ad essere utilizzato come ristorante, sala ricevimenti e convegni, ma il degrado strutturale si faceva sempre più evidente: il pontile d'accesso crollò e il tetto venne ricoperto da uno strato di catrame. Allo stesso tempo, si verificarono diversi episodi di rapine e risse in seguito a giocate di carte. 
I gestori tra la fine degli anni settanta e i primi anni ottanta decisero pertanto di consegnare le chiavi al Demanio Marittimo, chiudendo definitivamente i battenti del locale. 
Nel giro di qualche mese il locale venne spogliato di infissi, mobili e posateria in argento. Qualche pastore pensò anche di far pascolare le proprie pecore dentro la sala, calpestandone la memoria storica.

## Fatti recenti
Nel 1995 venne prospettata la demolizione della struttura ormai ridotta ad un rudere, ma la Soprintendenza di Caltanissetta lo impedì. Intanto  l'area attorno al vecchio lido venne recuperata dal figlio dei primi proprietari Salvatore Ventura, con la creazione di un parcheggio e di un vasto prato inglese con bar, docce, trattoria e campetto sportivo di servizio ai bagnanti ritornati a frequentare la spiaggia.

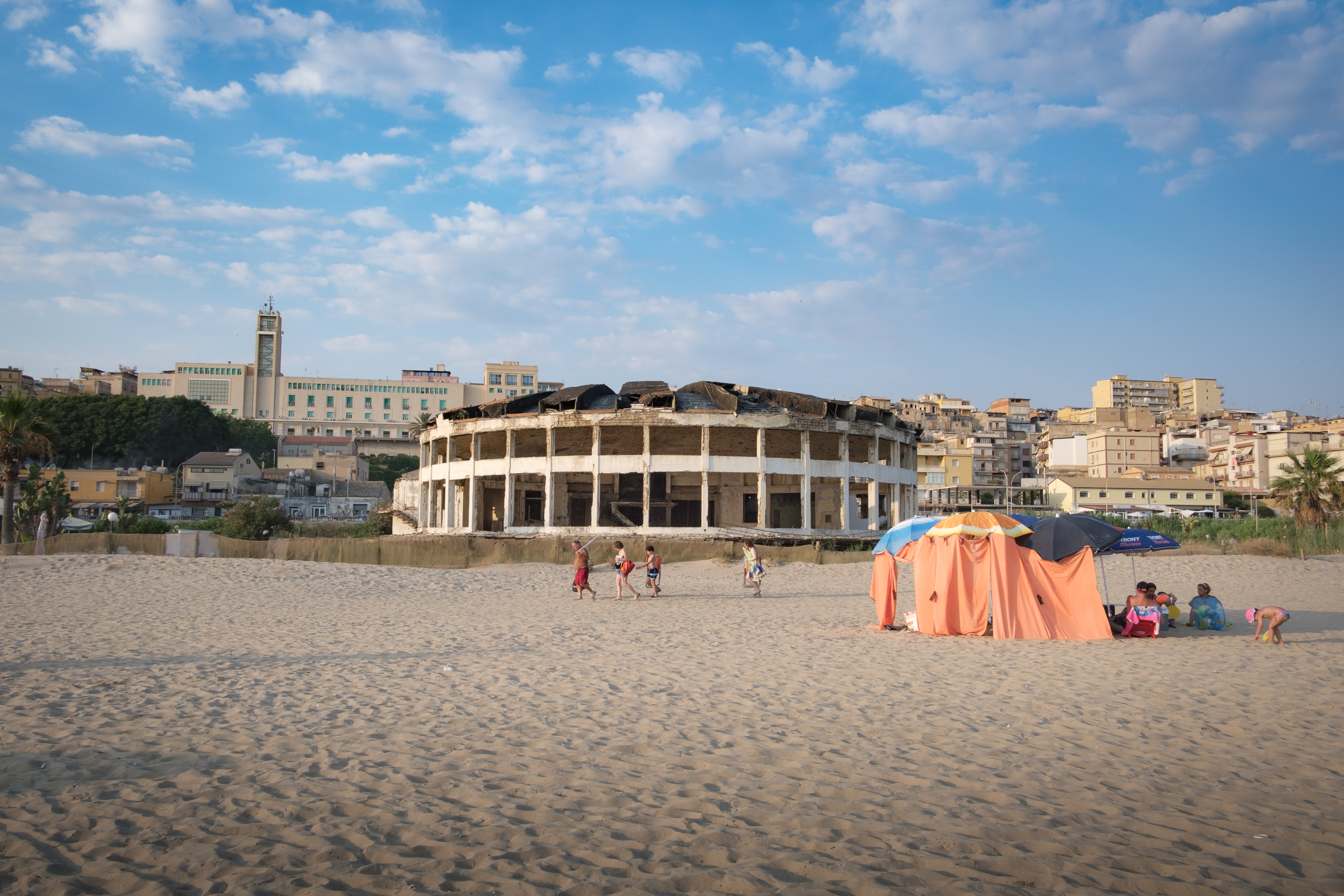
Gela, Lido La conchiglia (2021)

Nel 2007 metà dell'ala ovest dello storico lido collassò, mettendo in serio pericolo anche la stabilità dell'intero complesso, in totale stato di abbandono. Per questo ne venne decretata la demolizione per l'impossibilità di un recupero strutturale e per evitare di mettere in pericolo i bagnanti.
Nell'aprile del 2008 furono demolite le due ali est ed ovest dove un tempo erano ospitati i camerini, mentre il corpo centrale è stato salvato.
Nel 2009 la Sovrintendenza di Caltanissetta ha vincolato l'area circostante al complesso (il monumento era già stato vincolato) in modo da preservarla per un futuro ripristino del complesso architettonico.
Nel 2013 il presidente della regione siciliana Rosario Crocetta rilanciò il progetto di recupero della struttura.
Nel settembre 2015 l'area demaniale di oltre 18.080 m2 nelle vicinanze dello stabilimento è stata posta sotto sequestro penale da parte della Capitaneria di porto, in quanto la concessione demaniale era scaduta e non ne era stato chiesto il rinnovo.